# Maigret e il ladro pigro
Maigret e il ladro pigro (titolo originale francese Maigret et le voleur paresseux, pubblicato in traduzione italiana anche col titolo Maigret e il ladro indolente) è un romanzo di Georges Simenon con protagonista il commissario Maigret.
Il romanzo è stato scritto dal 17 al 23 gennaio 1961 in Svizzera e pubblicato per la prima volta nel novembre dello stesso anno in Francia, presso l'editore Presses de la Cité.
È il cinquantasettesimo romanzo dedicato al celebre commissario.

## Trama

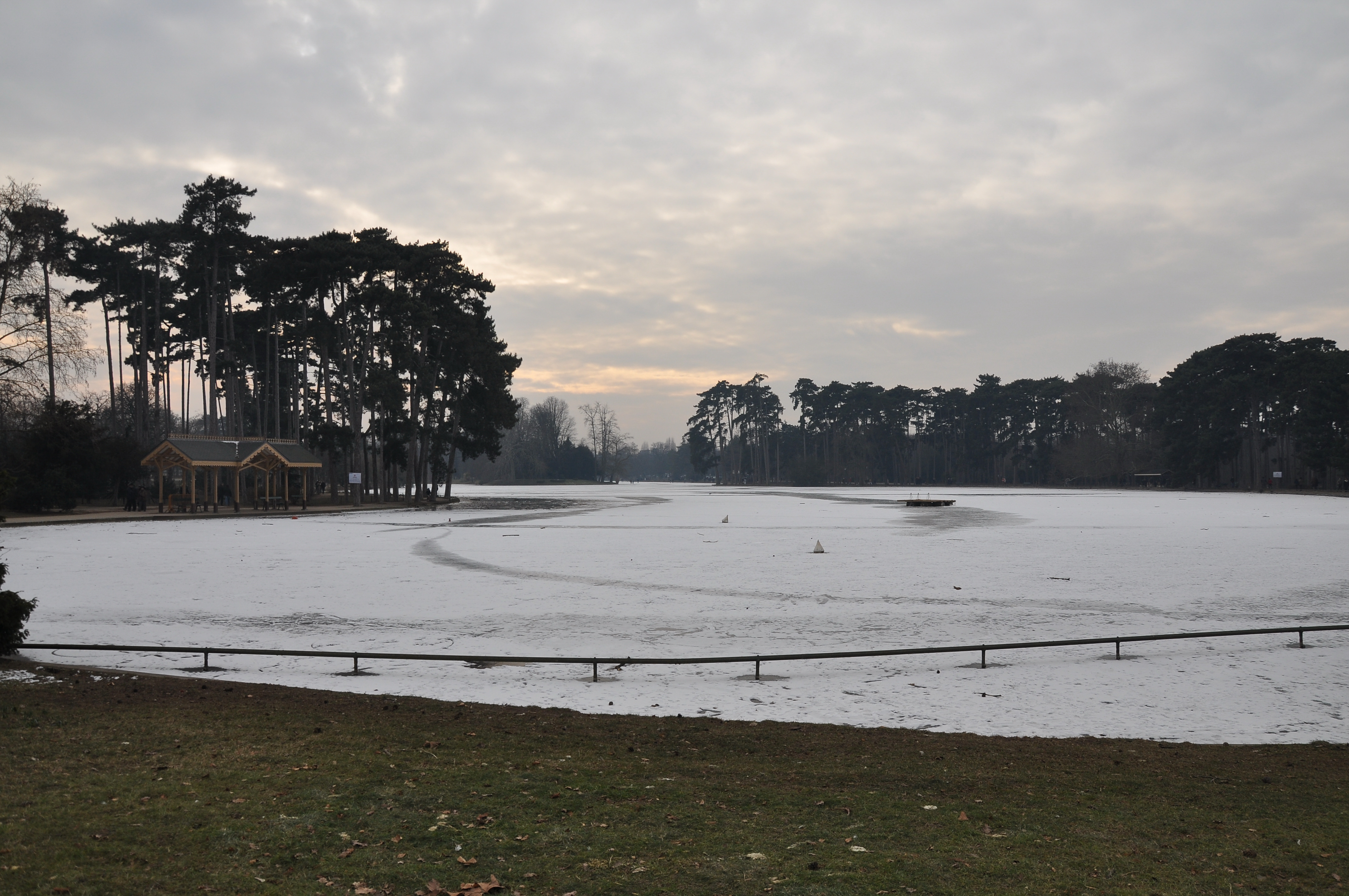
Vista sul lago del Bois de Boulogne

Maigret è sempre più vicino alla pensione e si trova a dover sopportare le nuove regole di procedura penale, per le quali le indagini vengono svolte da procuratori e giudici che dirigono la polizia giudiziaria.
In questa atmosfera si trova ad indagare su una banda di rapinatori efferati capitanati da Fernand, un ex carcerato appena rilasciato. Oltre a quella assegnata dal procuratore, Maigret è interessato all'indagine sulla morte di un ladro professionista trovato assassinato al Bois de Boulogne, affidata all'ispettore Fumel, un collega della vecchia guardia non troppo istruito. La vittima era una vecchia conoscenza del commissario, che ricordandone le imprese solitarie, studiate e metodiche, non nasconde la simpatia personale per il malvivente.
Maigret, grazie anche ai suoi collaboratori, ma soprattutto alla sua testardaggine, riuscirà a risolvere entrambi i casi, anche se il rapporto sul caso del "ladro pigro", scritto da lui, riporterà solo il nome di Fumel.

## Edizioni
Il romanzo è stato pubblicato per la prima volta presso l'editore Presses de la Cité nel 1961.
In Italia è apparso per la prima volta nel 1966, tradotto da Sergio Morando e pubblicato da Mondadori nella collana Le inchieste del commissario Maigret (n° 1). Sempre per lo stesso editore è stato ripubblicato in altre collane o raccolte tra gli anni sessanta e novanta (dal 1993 nella traduzione di Emanuela Fubini). Nel 2007 il romanzo è stato pubblicato presso Adelphi, tradotto da Andrea Forti, con il titolo Maigret e il ladro indolente, nella collana dedicata al commissario (parte de "gli Adelphi", al n° 302).

## Film e televisione
Quattro sono stati gli adattamenti per la televisione:
- Episodio dal titolo The Amateurs, facente parte della serie televisiva Maigret, trasmesso per la prima volta sulla BBC il 17 dicembre 1962, con Rupert Davies nel ruolo del commissario Maigret.
- In Italia, per l'ultima stagione della serie televisiva Le inchieste del commissario Maigret con Gino Cervi, fu realizzato un episodio tratto dal romanzo, trasmesso in due puntate il 9 e 10 settembre 1972 col titolo Il ladro solitario.
- Nei Paesi Bassi, il primo episodio dal titolo Maigret en de inbrekersvrouw, di una serie televisiva in 6 puntate, trasmesso per la prima volta il 23 ottobre 1964, con Kees Brusse nel ruolo del commissario Maigret.
- Episodio dal titolo "Maigret et le voleur paresseux" del 1988 per la serie francese "le inchieste del commissario Maigret" con Jean Richard inedito in Italia.